# Критчли, Томас Кингстон
Томас Кингстон Критчли (англ. Thomas Kingston Critchley, 27 января 1916, Мельбурн, Австралия — 14 июля 2009, Сидней, Австралия) — австралийский политик и дипломат, главный администратор Папуа — Новой Гвинеи (1974—1975). Командор ордена Британской империи (1964), офицер ордена Австралии (1976).

## Биография
С 1946 года в Министерстве иностранных дел Австралии.
В 1947—1950 годах — в комитете ООН по Индонезии, работа которого внесла значительный вклад в обретение этой страной независимости от Нидерландов.
В 1950-х и 1960-х годах — специальный уполномоченный и затем посол в Малайзии.
В 1969—1974 годах — посол в Таиланде.
В 1974—1975 годах — главный администратор Папуа — Новой Гвинеи.
В 1975—1978 годах — посол в Папуа — Новой Гвинее.
В 1978—1981 годах — посол в Индонезии.
С 1981 года в отставке.